# 女橋
『女橋』（おんなばし）は、藤本義一の小説作品、及びそれを原作としたドラマ化作品である。

## 概要
両腕を失いながらも芸を習い、子供を生み育て何度か死を考えながらもたくましく生きた一人の女の壮烈な一代記。
明治38年夏、大阪の遊廓で妻の浮気がもとで乱心した楼主（垂水悟郎）が日本刀で6人もの人間を殺傷するという事件が起きた。芸妓千代吉・佐原ちよ（市原悦子）は運悪く両腕を切り落とされたものの、九死に一生を得た。
悪夢のような災難にちよは一時絶望的になったがやがて気を取り直し足と口を使って身の回りの始末をすることをおぼえた。そんなちよに突然結婚を申し込んだ男がいた。大阪の画家、谷口艸香（片岡秀太郎）だった。

## TVドラマ
1983年5月30日～7月22日にTBS「花王 愛の劇場」枠にて放送された。全40話。

### キャスト
- 佐原ちよ - 市原悦子
- 谷口艸香(クレジットでは谷口草香と表記) - 片岡秀太郎
- 小林梅 - 山本千代美
- 久三郎 - 垂水悟郎
- 糸枝 - 桜田千枝子
- 初 - 浦里はる美
- 幸太郎 - 早川純一
- 鶴吉 - 左右田一平
- 静子 - 市川千恵子
- 勝彦 - 杉山透
- しげ - 木下ゆず子
- 陶隆司
- 小島美枝子
- 川上貞奴 - 久保菜穂子
- 吉田文五郎 - 下条正巳
- 琴 - 阿部寿美子
- 三遊亭金馬 - 柳沢真一
- 香西 - 市原清彦
- 藤村叡雲 - 福原秀雄
- 鶴田忍

### スタッフ
- 監督 - 高橋繁男、菱田義男
- 助監督 - 伊志田一雄
- 記録 - 宮下こずゑ
- 進行 - 平増邦秀
- 製作担当 - 戸井田康国
- 製作主任 - 大堀誠
- プロデューサー - 藤川忠勝、金川克斗志（TBS）
- 脚本 - 高岡尚平、米田いずみ
- 音楽 - 木下忠司
- 美術 - 猪俣邦弘
- 撮影 - 西川芳男
- 録音 - 谷村彰治
- 照明 - 田中良正
- 編集 - 北見精一
- 方言指導 - 市川千恵子
- 制作 - 松竹、TBS